# Ульрих I
Ульрих I (нем. Ulrich I; ?—1144) — герцог Каринтии в 1134—1144 годах из династии Спанхеймов.

## Биография
Ульрих I был сыном Энгельберта II Спанхейма, герцога Каринтии и маркграфа Истрии в 1123—1134 годах. В 1134 году отец Ульриха разделил между сыновьями свои владения: Ульриху досталось герцогство Каринтия, а его брат Энгельберт III получил Истрию и владения в Крайне. Ульрих I продолжил политику своих предшественников по ориентации на императора Священной Римской империи: в 1136—1137 годах он участвовал в походе Лотаря II в Италию.
Он умер в 1144 году и был похоронен в монастыре Розаццо.

## Брак и дети
- Юдита Царинген (ум. 1162), дочь Германа II, первого маркграфа Бадена

Генрих V (ум. 1161), герцог Каринтии (с 1144)
Ульрих, граф Лайбахский (ум. ок. 1161)
Готфрид (ум. ок. 1144), монах
Герман (ум. 1181), герцог Каринтии (c 1161)